# Liga de fútbol sala de Gibraltar 2016-17
La Liga de fútbol sala de Gibraltar 2016-17 fue una nueva edición de la Liga de fútbol sala de Gibraltar organizada por la Asociación de Fútbol de Gibraltar (GFA) y la cuarta  después de que Gibraltar se convirtiera en miembro pleno de la UEFA.
La liga contó con 36 equipos divididos en 4 divisiones: 6 en la División 1, y 10 en cada una de las otras tres. La mayor parte de los partidos se jugaron en el Tercentenary Sports Hall y en algunas de las canchas alternas de este y del Estadio Victoria.
La División 1 estuvo integrada por apenas 6 equipos debido a la desaparición, en la temporada pasada, de hasta cuatro clubes. Lynx se proclamó campeón a falta de tres fechas para finalizar el torneo, luego de vencer por siete a cuatro a Glacis United; de esta manera Lynx consiguió su tercer título de manera consecutiva y logró también clasificarse para la Copa de la UEFA de Fútbol Sala 2017-18. No hubo descensos con la finalidad de tener una División 1 2017-18 con 10 equipos; sin embargo Gunwharf desapareció al final de la temporada. 
Rock 54 ganó la División 2; sin embargo, desapareció al final de la temporada, por lo que Gibraltar Titans (2.°), Rock Solid (3.°) y Gibraltar United (4.°) ascendieron a la División 1 2017-18. Además Young Boys Gibraltar (7.°) se fusionó con College 1975 y lograron inscribirse para participar en la División 1 la siguiente temporada bajo la denominación de College Young Boys. Por otra parte Leo Bastion (10.°) descendió a la División 3 2017-18. Rock 54, Maccabi Alef y St. Joseph's South Trade desparecieron al final de la temporada.
Gibraltar Hercules (1.°), Newton Store (2.°), Boca Juniors (3.°), Saints New Team (4.°), Laguna (5.°) y el reestructurado Lions Gibraltar (6.°) ascendieron a la División 2 2017-18 luego de ocupar los primeros lugares de la División 3. Por otra parte, Special Olympics y Moroccan Athletic desaparecieron al final de la temporada.
La División 4 vio su última temporada ante la nueva reestructuración del fútbol sala para la próxima temporada. 9 de los equipos de esta división fueron reubicados en uno de los 3 niveles la temporada siguiente. South United (1.°) y Bavaria FCC (2.°) fueron ubicados en la División 2 2017-18, mientras que los restantes 7 fueron ubicados en la División 3 2017-18. Atlas Lions desapareció al final de la temporada. 
Por tercera vez el campeón de la División 1 se clasificó para el Trofeo Luis Bonavia 2017, la supercopa, que disputó frente al campeón de la Futsal Rock Cup 2017.

## Sistema de competición
En la División 1, los seis equipos participantes jugaron entre sí tres veces mediante sistema de todos contra todos (15 partidos cada uno), al término de la última fecha el club que obtuvo más puntos se consagró campeón y consiguió un cupo para jugar la Copa de la UEFA de fútbol sala 2017-18.
En las demás Divisiones los equipos jugaron dos veces todos contra todos (18 partidos cada uno). Al final de la temporada el equipo que más puntos logró se proclamó campeón. 

### Sistema de ascensos y descensos
Al final de la temporada, cada División tuvo un número irregular de equipos ascendidos y descendidos. La reestructuración de la próxima temporada obligó a la eliminación de la División 4 y por lo tanto todos los clubes que allí jugaban fueron reubicados entre la División 2 y 3.
|            | Relevos directos   | Relevos directos    |
| División   | Ascenso            | Descensos           |
| ---------- | ------------------ | ------------------- |
| División 1 |                    | 1 (desaparecido)    |
| División 2 | 3                  | 4 (3 desaparecidos) |
| División 3 | 6                  | 2 (desaparecidos)   |
| División 4 | 9 (2 a División 2) | 1 (desaparecido)    |

### Clasificación a torneos internacionales
El campeón de la División 1 ganó un cupo para la Copa de la UEFA de fútbol sala. El club clasificado empezó su participación en la ronda preliminar de la edición 2017-18.
| Método de clasificación          | Torneo al que clasifica                                       |
| -------------------------------- | ------------------------------------------------------------- |
| Campeón de la División 1 2016-17 | Ronda preliminar de la Copa de la UEFA de fútbol sala 2017-18 |

## División 1
La División 1 2016-17 fue una edición más de la División 1 de Gibraltar.

### Ascensos y descensos
| Pos. | Ascendidos de la División 2 de Gibraltar 2015-16 |
| ---- | ------------------------------------------------ |
| 1    | Gunwharf                                         |
| 2    | Mons Calpe (PAD)                                 |

| Pos. | Descendidos de la División 1 de Gibraltar 2015-16 |
| ---- | ------------------------------------------------- |
| 8    | Cannons (PAD)                                     |
| 9    | Lions Gibraltar (reestructurado, a División 3)    |

| Pos. | Desaparecido de División 1 de Gibraltar 2015-16 |
| ---- | ----------------------------------------------- |
| 4    | Gibraltar Scorpions                             |
| 6    | College 1975                                    |
| 7    | Lincoln Red Imps                                |
| 10   | Manchester 62                                   |

1. 1 2  Mons Calpe (2.° en la División 2 2015-16) y Cannons (8.° en la División 1 2015-16) jugaron el partido de ascenso y descenso (PAD). Mons Calpe ganó y ascendió, mientras que Cannons descendió.
2. ↑  Reestructuración de Lions Gibraltar: todos los equipos de Gibraltar Lions [Gibraltar Lions (D1), Lions Res. (D2) y Lions C (D4)] se unieron en uno solo que entró en la División 3.

### Datos de los clubes
| 2015-16 | Equipo            | Proveedor | Patrocinador             |
| ------- | ----------------- | --------- | ------------------------ |
| 1       | Lynx              | Erreà     | DS Group                 |
| 2       | St. Joseph's      | Joma      | Neptune Marine           |
| 3       | Glacis United     | Nike      | Atlantic Financial Group |
| 5       | Gibraltar Phoenix | Luanvi    | General Lifts            |
| 1 (D2)  | Gunwharf          | Nike      | -                        |
| 2 (D2)  | Mons Calpe        | Daen      | KCasais                  |

1. ↑  St. Joseph's retiró «Spark Energy» de su nombre aparentemente al terminar su acuerdo con el patrocinador.
2. ↑  Gibraltar Phoenix retiró «Eclipse» de su nombre aparentemente al terminar su acuerdo con el patrocinador.

### Tabla de posiciones
- Actualizado e 11 de junio de 2017. Jugados todos los partidos.

| Pos. | Equipo            | PJ | PG | PE | PP | GF  | GC  | DG  | Pts. | Clasificado a                        |
| ---- | ----------------- | -- | -- | -- | -- | --- | --- | --- | ---- | ------------------------------------ |
| 1    | Lynx (C)          | 15 | 15 | 0  | 0  | 103 | 27  | +76 | 45   | Copa UEFA de fútbol sala 2017-18     |
| 2    | Glacis United     | 15 | 10 | 1  | 4  | 126 | 72  | +54 | 32   |                                      |
| 3    | St. Joseph's      | 15 | 7  | 2  | 6  | 75  | 89  | −14 | 23   |                                      |
| 4    | Gunwharf          | 15 | 7  | 0  | 8  | 91  | 71  | +20 | 21   | Desapareció al final de la temporada |
| 5    | Mons Calpe        | 15 | 2  | 1  | 12 | 45  | 138 | −93 | 7    |                                      |
| 6    | Gibraltar Phoenix | 15 | 2  | 0  | 13 | 60  | 103 | −43 | 6    |                                      |

Fuente: gibraltarfa.com, es.uefa.com
Reglas de clasificación: 1) Puntos; 2) Diferencia de gol; 3) Goles a favor
(C): Campeón. 

### Evolución de las clasificaciones
- Actualizado e 11 de junio de 2017. Jugados todos los partidos.

| Jornada           | 1 | 2 | 3 | 4 | 5 | 6 | 7 | 8 | 9 | 10 | 11 | 12 | 13 | 14 | 15 |
| Equipo            |   |   |   |   |   |   |   |   |   |    |    |    |    |    |    |
| ----------------- | - | - | - | - | - | - | - | - | - | -- | -- | -- | -- | -- | -- |
| Lynx              | 1 | 1 | 1 | 1 | 1 | 1 | 1 | 1 | 1 | 1  | 1  | 1  | 1  | 1  | 1  |
| Glacis United     | 3 | 4 | 4 | 2 | 3 | 2 | 3 | 2 | 2 | 2  | 2  | 2  | 2  | 2  | 2  |
| St. Joseph's      | 2 | 2 | 2 | 4 | 2 | 3 | 4 | 4 | 4 | 3  | 3  | 3  | 4  | 4  | 3  |
| Gunwharf          | 4 | 3 | 3 | 3 | 4 | 4 | 2 | 3 | 3 | 4  | 4  | 4  | 3  | 3  | 4  |
| Mons Calpe        | 6 | 6 | 6 | 6 | 5 | 5 | 6 | 6 | 6 | 5  | 5  | 5  | 5  | 5  | 5  |
| Gibraltar Phoenix | 5 | 5 | 5 | 5 | 6 | 6 | 5 | 5 | 5 | 6  | 6  | 6  | 6  | 6  | 6  |

### Evolución de los puntos
- Actualizado e 11 de junio de 2017. Jugados todos los partidos.

| Equipo/Fecha      | 1 | 2 | 3 | 4  | 5  | 6  | 7  | 8  | 9  | 10 | 11 | 12 | 13 | 14 | 15 |
| ----------------- | - | - | - | -- | -- | -- | -- | -- | -- | -- | -- | -- | -- | -- | -- |
| Lynx              | 3 | 6 | 9 | 12 | 15 | 18 | 21 | 24 | 27 | 30 | 33 | 36 | 39 | 42 | 45 |
| Glacis United     | 3 | 3 | 6 | 9  | 9  | 12 | 12 | 15 | 18 | 19 | 22 | 22 | 25 | 28 | 31 |
| St. Joseph's      | 3 | 6 | 6 | 6  | 9  | 12 | 12 | 12 | 15 | 16 | 17 | 20 | 20 | 20 | 23 |
| Gunwharf          | 0 | 3 | 6 | 9  | 9  | 9  | 12 | 15 | 15 | 15 | 15 | 18 | 21 | 21 | 21 |
| Mons Calpe        | 0 | 0 | 0 | 0  | 3  | 3  | 3  | 3  | 3  | 6  | 7  | 7  | 7  | 7  | 7  |
| Gibraltar Phoenix | 0 | 0 | 0 | 0  | 0  | 0  | 3  | 3  | 3  | 3  | 3  | 3  | 3  | 6  | 6  |

### Resultados
- Actualizado e 11 de junio de 2017. Jugados todos los partidos.

|                   | PHO  | GLA  | GUN | LYN  | MON  | JOS  |
| ----------------- | ---- | ---- | --- | ---- | ---- | ---- |
| Gibraltar Phoenix |      | 6−12 | 5−7 | 2−11 | 5−6  | 7−4  |
| Glacis United     | 7−4  |      | 7−1 | 3−8  | 15−3 | 1−6  |
| Gunwharf          | 7−3  | 5−8  |     | 1−4  | 21−2 | 4−5  |
| Lynx              | 11−1 | 3−2  | 6−4 |      | 3−0  | 3−2  |
| Mons Calpe        | 7−4  | 2−14 | 3−8 | 2−11 |      | 9−10 |
| St. Joseph's      | 6−3  | 6−6  | 7−9 | 1−10 | 10−0 |      |

|                   | PHO | GLA  | GUN  | LYN | MON | JOS  |
| ----------------- | --- | ---- | ---- | --- | --- | ---- |
| Gibraltar Phoenix |     | 7−8  |      |     | 2−1 |      |
| Glacis United     |     |      |      | 4−7 |     | 18−5 |
| Gunwharf          | 6−5 | 4−5  |      |     |     |      |
| Lynx              | 6−1 |      | 7−2  |     | 3−0 | 10−2 |
| Mons Calpe        |     | 5−16 | 2−11 |     |     |      |
| St. Joseph's      | 5−4 |      | 2−1  |     | 4−4 |      |

| Lynx Campeón 3.° título |

### Goleadores
Lista de goleadores de acuerdo a la página web oficial.
- Actualizado e 11 de junio de 2017. Jugados todos los partidos.

| Pos. | Jugador                      | Equipo            | Goles |
| ---- | ---------------------------- | ----------------- | ----- |
| 1    | Joel Emiliano Fraile         | Glacis United     | 35    |
| 2    | Díaz Gallego                 | Glacis United     | 32    |
| 3    | Canovas Serrano              | St. Joseph's      | 26    |
| 4    | Gómez Reinaldo               | Lynx              | 22    |
| 5    | Jhonatan Tomillero Benavente | Gibraltar Phoenix | 21    |
| 6    | Rodríguez                    | Gunwharf          | 20    |

## División 2
La División 2 2016-17 fue una edición más de la División 2 de Gibraltar.

### Ascensos y descensos
| Pos. | Ascendidos de la División 2 de Gibraltar 2015-16 |
| ---- | ------------------------------------------------ |
| 1    | Gunwharf                                         |
| PO   | Mons Calpe                                       |

| Pos. | Descendidos de la División 1 de Gibraltar 2015-16 |
| ---- | ------------------------------------------------- |
| PO   | Cannons                                           |

| Pos. | Ascendidos de División 3 de Gibraltar 2015-16 |
| ---- | --------------------------------------------- |
| 1    | Gibraltar Titans                              |
| 2    | Rock 54                                       |
| 3    | Stalions                                      |

| Pos. | Descendidos de División 2 de Gibraltar 2015-16 |
| ---- | ---------------------------------------------- |
| 9    | Boca Juniors                                   |
| 10   | Lions Res. (reestructurado, a División 3)      |

| Pos. | Ascendidos de División 4 de Gibraltar 2015-16 |
| ---- | --------------------------------------------- |
| 1    | Gibraltar United                              |

| Pos. | Desaparecido de División 2 de Gibraltar 2015-16 |
| ---- | ----------------------------------------------- |
| 4    | Gibraltar Scorpions Res.                        |

1. ↑  Reestructuración de Lions Gibraltar: todos los equipos de Gibraltar Lions [Gibraltar Lions (D1), Lions Res. (D2) y Lions C (D4)] se unieron en uno solo que entró en la División 3.

### Clubes participantes
| 2015-16 | Club                     |
| ------- | ------------------------ |
| 8       | Cannons                  |
| 3       | St. Joseph's South Trade |
| 5       | Rock Solid               |
| 6       | Maccabi Alef             |
| 7       | Young Boys Gibraltar     |
| 8       | Leo Bastion              |
| 1 (D3)  | Gibraltar Titans         |
| 2 (D3)  | Rock 54                  |
| 3 (D3)  | Stalions                 |
| 1 (D4)  | Gibraltar United         |

1. ↑  St. Joseph's South Trade dejó de usar el término Res. al final del nombre, aparentemente se independizó como un nuevo equipo.
2. ↑  Maccabi Gibraltar comenzó a usar Álef (Alef en inglés), primera letra del alfabeto hebreo, equivalente a «A» en español, para denominar a su primer equipo (equipo A).

### Tabla de posiciones
- Actualizado el 21 de agosto de 2019. Jugados todos los partidos.

| Pos. | Equipo                   | PJ | PG | PE | PP | GF | GC | DG  | Pts. | Clasificado a                          |
| ---- | ------------------------ | -- | -- | -- | -- | -- | -- | --- | ---- | -------------------------------------- |
| 1    | Rock 54 (C)              | 18 | 15 | 0  | 3  | ¿? | ¿? | 42  | 45   | Desaparecido al final de la temporada  |
| 2    | Gibraltar Titans (A)     | 18 | 14 | 0  | 4  | ¿? | ¿? | 54  | 42   | Ascenso a División 1 2017-18           |
| 3    | Rock Solid (A)           | 18 | 13 | 0  | 5  | ¿? | ¿? | 22  | 39   | Ascenso a División 1 2017-18           |
| 4    | Gibraltar United (A)     | 18 | 10 | 1  | 7  | ¿? | ¿? | 23  | 31   | Ascenso a División 1 2017-18           |
| 5    | Maccabi Alef             | 18 | 9  | 1  | 8  | ¿? | ¿? | 15  | 28   | Desaparecidos al final de la temporada |
| 6    | St. Joseph's South Trade | 18 | 9  | 1  | 8  | ¿? | ¿? | 6   | 28   | Desaparecidos al final de la temporada |
| 7    | Young Boys Gibraltar     | 18 | 6  | 0  | 12 | ¿? | ¿? | –21 | 18   | Fusionado al final de la temporada     |
| 8    | Stalions                 | 18 | 5  | 2  | 11 | ¿? | ¿? | –26 | 17   |                                        |
| 9    | Cannons                  | 18 | 5  | 0  | 13 | ¿? | ¿? | –27 | 15   |                                        |
| 10   | Leo Bastion (D)          | 18 | 1  | 1  | 16 | ¿? | ¿? | –88 | 4    | Descendido a División 3 2017-18        |

Fuente: gibraltarfa.com
Reglas de clasificación: 1) Puntos; 2) Diferencia de gol; 3) Goles a favor
(C): Campeón. (A): Ascendido. (D): Descendido. 
1. ↑  Young Boys se fusionó con College 1975 para formar el College 1975 Young Boys. El nuevo equipo fue admitido en la División 1 de Gibraltar 2017-18 como si se tratase de la vuelta del equipo de College 1975 que jugó por última vez en la temporada 2015-16.

| Rock 54    |
| Campeón    |
| 1.° título |

### Goleadores
Lista de goleadores de acuerdo a la página oficial.
- Rocca (40 goles)
- Olivero (32)
- Holgado (24)
- Lavagna (24)

## División 3
La División 3 2016-17 fue una edición más de la División 3 de Gibraltar.

### Ascensos y descensos
| Pos. | Ascendidos de División 3 de Gibraltar 2015-16 |
| ---- | --------------------------------------------- |
| 1    | Gibraltar Titans                              |
| 2    | Rock 54                                       |
| 3    | Stalions                                      |

| Pos. | Descendidos de la División 1 de Gibraltar 2015-16 |
| ---- | ------------------------------------------------- |
| 9    | Lions Gibraltar                                   |

| Pos. | Ascendidos de División 4 de Gibraltar 2014-15 |
| ---- | --------------------------------------------- |
| 2    | Newton Store                                  |
| 3    | Moroccan Athletic                             |
| 5    | Lions C                                       |

| Pos. | Descendidos de División 2 de Gibraltar 2015-16 |
| ---- | ---------------------------------------------- |
| 9    | Boca Juniors                                   |
| 10   | Lions Res.                                     |

| Pos. | Descendidos de División 3 de Gibraltar 2015-16 |
| ---- | ---------------------------------------------- |
| 9    | Maccabi Bet                                    |

1. 1 2 3  Reestructuración de Lions Gibraltar: todos los equipos de Gibraltar Lions [Gibraltar Lions (D1), Lions Res. (D2) y Lions C (D4)] se unieron en uno solo que entró en la División 3.

### Clubes participantes
| 2015-16                 | Club                 |
| ----------------------- | -------------------- |
| 9 (D1), 10 (D2), 5 (D4) | Lions Gibraltar      |
| 9 (D2)                  | Boca Juniors         |
| 4                       | Gibraltar Hercules   |
| 5                       | Laguna               |
| 6                       | Special Olympics     |
| 7                       | Saints New Team      |
| 8                       | Red Imps Lek Bangkok |
| 10                      | Hound Dogs           |
| 2 (D4)                  | Newton Store         |
| 3 (D4)                  | Moroccan Athletic    |

1. ↑  Reestructuración de Lions Gibraltar: todos los equipos de Gibraltar Lions [Gibraltar Lions (D1), Lions Res. (D2) y Lions C (D4)] se unieron en uno solo que entró en la División 3.

### Tabla de posiciones
- Actualizado el 16 de agosto de 2019. Jugados todos los partidos.

| Pos. | Equipo                    | PJ | PG | PE | PP | GF | GC | DG  | Pts. | Clasificado a                          |
| ---- | ------------------------- | -- | -- | -- | -- | -- | -- | --- | ---- | -------------------------------------- |
| 1    | Gibraltar Hercules (C, A) | 18 | 15 | 1  | 2  | ¿? | ¿? | 64  | 46   | Ascenso a División 2 2017-18           |
| 2    | Newton Store (A)          | 17 | 14 | 0  | 3  | ¿? | ¿? | 77  | 42   | Ascenso a División 2 2017-18           |
| 3    | Boca Juniors (A)          | 17 | 13 | 1  | 3  | ¿? | ¿? | 56  | 40   | Ascenso a División 2 2017-18           |
| 4    | Saints New Team (A)       | 18 | 11 | 2  | 5  | ¿? | ¿? | 17  | 35   | Ascenso a División 2 2017-18           |
| 5    | Laguna (A)                | 17 | 8  | 1  | 8  | ¿? | ¿? | –16 | 25   | Ascenso a División 2 2017-18           |
| 6    | Lions Gibraltar (A)       | 17 | 6  | 0  | 11 | ¿? | ¿? | –13 | 18   | Ascenso a División 2 2017-18           |
| 7    | Red Imps Lek Bangkok      | 17 | 5  | 1  | 11 | ¿? | ¿? | –21 | 16   |                                        |
| 8    | Hound Dogs                | 18 | 4  | 0  | 14 | ¿? | ¿? | –55 | 12   |                                        |
| 9    | Special Olympics          | 18 | 4  | 0  | 14 | ¿? | ¿? | –79 | 12   | Desaparecidos al final de la temporada |
| 10   | Moroccan Athletic         | 13 | 2  | 0  | 11 | ¿? | ¿? | –30 | 6    | Desaparecidos al final de la temporada |

Fuente: gibraltarfa.com

Reglas de clasificación: 1) Puntos; 2) Diferencia de gol; 3) Goles a favor
(C): Campeón. (A): Ascendido.
| Gibraltar Hercules |
| Campeón            |
| 1.° título         |

### Goleadores
Lista de goleadores de acuerdo a la página oficial.
- Grech (35 goles)
- Rodríguez (30)
- Mirpuri(30)

## División 4
La División 4 2016-17 fue la segunda y última edición de la División 4 de Gibraltar.

### Ascensos y descensos
| Pos. | Ascendidos de División 4 de Gibraltar 2014-15 |
| ---- | --------------------------------------------- |
| 2    | Newton Store                                  |
| 3    | Moroccan Athletic                             |
| 5    | Lions C                                       |

| Pos. | Descendidos de División 3 de Gibraltar 2015-16 |
| ---- | ---------------------------------------------- |
| 9    | Maccabi Bet                                    |

| Pos. | Equipos nuevos             |
| ---- | -------------------------- |
| -    | Bavaria F. C. C.           |
| -    | Blands Group International |
| -    | South United               |
| -    | Sporting Gibraltar         |
| -    | VR Solutions Laguna        |

| Pos. | Desaparecido de División 4 de Gibraltar 2015-16 |
| ---- | ----------------------------------------------- |
| 4    | Manchester 62 Res.                              |
| 10   | Maccabi Gimal                                   |

1. ↑  Reestructuración de Lions Gibraltar: todos los equipos de Gibraltar Lions [Gibraltar Lions (D1), Lions Res. (D2) y Lions C (D4)] se unieron en uno solo que entró en la División 3.

### Clubes participantes
| 2015-16 | Club                       |
| ------- | -------------------------- |
| 9 (D3)  | Maccabi Bet                |
| 6       | Europa                     |
| 7       | Britannia XI               |
| 8       | Humphries                  |
| 9       | Atlas Lions                |
| nuevo   | Bavaria F. C. C.           |
| nuevo   | Blands Group International |
| nuevo   | South United               |
| nuevo   | Sporting Gibraltar         |
| nuevo   | VR Solutions Laguna        |

1. ↑  Al igual que el primer equipo, la reserva de Maccabi Gibraltar empezó a usar Bet («B» en español) para designar a su segundo equipo (equipo B).
2. ↑  Laguna 2007 usó esta denominación al ser patrocinado por VR Solutions

### Tabla de posiciones
- Actualizado el 16 de agosto de 2019. Jugados todos los partidos.

| Pos. | Equipo                         | PJ | PG | PE | PP | GF | GC | DG  | Pts. | Clasificado a                         |
| ---- | ------------------------------ | -- | -- | -- | -- | -- | -- | --- | ---- | ------------------------------------- |
| 1    | South United (C, A)            | 18 | 17 | 0  | 1  | ¿? | ¿? | 58  | 51   | Ascenso a División 2 2017-18          |
| 2    | Bavaria F. C. C. (A)           | 18 | 14 | 2  | 2  | ¿? | ¿? | 94  | 44   | Ascenso a División 2 2017-18          |
| 3    | VR Solutions Laguna (A)        | 18 | 12 | 1  | 5  | ¿? | ¿? | 31  | 37   | Ascenso a División 3 2017-18          |
| 4    | Humphries (A)                  | 18 | 11 | 1  | 6  | ¿? | ¿? | 44  | 34   | Ascenso a División 3 2017-18          |
| 5    | Blands Group International (A) | 18 | 10 | 0  | 8  | ¿? | ¿? | 0   | 30   | Ascenso a División 3 2017-18          |
| 6    | Sporting Gibraltar (A)         | 18 | 7  | 1  | 10 | ¿? | ¿? | –9  | 22   | Ascenso a División 3 2017-18          |
| 7    | Atlas Lions                    | 18 | 6  | 1  | 11 | ¿? | ¿? | –44 | 19   | Desaparecido al final de la temporada |
| 8    | Europa (A)                     | 18 | 4  | 2  | 12 | ¿? | ¿? | –49 | 14   | Ascenso a División 3 2017-18          |
| 9    | Britannia XI (A)               | 18 | 3  | 0  | 15 | ¿? | ¿? | –48 | 9    | Ascenso a División 3 2017-18          |
| 10   | Maccabi Bet (A)                | 18 | 2  | 0  | 16 | ¿? | ¿? | –77 | 6    | Ascenso a División 3 2017-18          |

Fuente: gibraltarfa.com
Reglas de clasificación: 1) Puntos; 2) Diferencia de gol; 3) Goles a favor
(C): Campeón. (A): Ascendido.
| South United |
| Campeón      |
| 1.° título   |

### Goleadores
Lista de goleadores de acuerdo a la página oficial.
- Pitulaga (31 goles)
- Poggio (28)
- Casciaro (24)